# Neomeesia paludella
Neomeesia paludella är en bladmossart som beskrevs av Hironori Deguchi 1983. Neomeesia paludella ingår i släktet Neomeesia och familjen Meesiaceae. Inga underarter finns listade i Catalogue of Life.